# Arend Lijphart
Arend Lijphart (ˌaːrənt ˈlɛɪ̯phart; * 17. August 1936 in Apeldoorn, Niederlande) ist einer der bekanntesten und einflussreichsten Politikwissenschaftler der Gegenwart. Er besitzt sowohl die niederländische als auch die US-amerikanische Staatsbürgerschaft. 1963 promovierte Lijphart in Yale und forschte und lehrte zuletzt an der University of California, San Diego. Dort wurde er 2001 emeritiert.
Lijpharts Forschungsgebiet ist die Vergleichende Politikwissenschaft. Bekannt wurde er im deutschen Sprachraum vor allem durch seine Studien Democracies und Patterns of Democracy, in denen er zwischen zwei prototypischen Formen von Demokratie, nämlich die Mehrheitsdemokratie und die Konsensdemokratie, unterscheidet.

## Schriften (Auswahl)
- The trauma of decolonization. The Dutch and West New Guinea (1966)
- The politics of accommodation. Pluralism and democracy in the Netherlands (1968)

- Democracy in Plural Societies: A Comparative Exploration (1977)
- Democracies: Patterns of Majoritarian and Consensus Government in Twenty-One Countries (1984)
- Power-Sharing in South Africa (1985)
- Mit Bernard Grofman: Electoral Laws and Their Political Consequences (1986)
- Parliamentary versus Presidential Government (1992)
- Electoral Systems and Party Systems: A Study of Twenty-Seven Democracies (1994)
- Patterns of Democracy: Government Forms and Performance in Thirty-Six Countries (1999, 2. ed. 2012)
- Thinking about Democracy: Power Sharing and Majority Rule in Theory and Practice (2008)

## Ehrungen
1989 wurde Lijphart in die American Academy of Arts and Sciences gewählt, von 1995 bis 1996 war er zudem der Präsident der American Political Science Association. 1997 erhielt Lijphart den renommierten Johan-Skytte-Preis für Politikwissenschaft. Seit 1993 ist er auswärtiges Mitglied der Königlich Niederländischen Akademie der Wissenschaften. 1998 wurde er zum korrespondierenden Mitglied der British Academy gewählt. Im Jahr 2001 wurde Lijphart „für seine besonderen wissenschaftlichen Verdienste“ die Ehrendoktorwürde der Universität Leiden verliehen. 2016 verlieh ihm die Yale-Universität die Wilbur Cross Medal.